# 德意志国铁路04型蒸汽机车
德意志国铁路04型机车是由03型机车发展而来的实验型机车。1932年，德意志国铁路曾尝试将通过使用高强度钢将锅炉压力从 156.9 N/cm² 提高到245.1 N/cm² ，然而试验中机车的表现不尽人意，锅炉还出现了损坏。因此，又把压力下调到156.9 N/cm² 。在此期间，该型机车的编号是02 102号和02 103号。1939年4月3号，02 102号的锅炉因为缺水发生了爆炸，1940年这仅有的两辆04型都退出了现役并被拆解。04型机车使用标准的T32型煤水车。